# Kerguelenstormvogel
De Kerguelenstormvogel (Aphrodroma brevirostris) is een vogel uit de familie van de stormvogels en pijlstormvogels (Procellariidae). Hij broedt in kolonies op eilanden in de Atlantische Oceaan en de Indische Oceaan.

## Kenmerken
Aan de bovenzijde zijn ze zwart, aan de onderzijde iets lichter. De veren lijken wel te blinken. De vogel heeft een nogal grote kop met een hoog voorhoofd. De lichaamslengte bedraagt 33 tot 36 cm, de spanwijdte 80 tot 82 cm en het gewicht 357 gram.

## Leefwijze
Hun voedsel bestaat voornamelijk uit weekdieren, vis en schaaldieren.

## Voortplanting
Deze vogels broeden in legers, die beschermd zijn tegen de wind. Het vrouwtje legt één ei in oktober. Beide ouders broeden het uit gedurende 46 tot 51 dagen. Na 59 tot 62 dagen na de geboorte is de jonge vogel zelfstandig.

## Verspreiding en leefgebied
Deze soort komt voor rondom het gehele Antarctische continent, van het sub-Antarctische gebied tot aan het pakijs. Ze broeden op afgelegen eilanden, zoals Gougheiland in de Atlantische Oceaan, en Marioneiland, Prins Edwardeilanden, de Crozeteilanden en de Kerguelen in de Indische Oceaan.

## Bedreiging
Ze worden globaal gezien niet bedreigd, maar veel vogels worden gevangen door katten, ratten en zuidpooljagers. De grootte van de populatie is in 2004 geschat op één miljoen volwassen vogels. Op de Rode lijst van de IUCN heeft deze soort de status niet bedreigd.